# サミュエル・テトロー
サミュエル・テトロー（Samuel Tetrault、1985年7月5日 - ）は、カナダケベック州出身の男性フィギュアスケート選手。2002年JGPファイナル2位。パートナーはジェシカ・デュベ。

## 経歴
カナダのケベック州に生まれ、5歳のころにスケートを始めた。当初はアイスホッケーもやっていたという。のちに男子シングル選手として活動を始めるとともに、ジェシカ・デュベと組み結成しペアスケーティングでも活動を始めた。
2001-2002年シーズンからISUジュニアグランプリに参戦し、JGPハーグで3位、JGPSBC杯で2位となり、JGPファイナル進出を果たした。翌2002-2003年シーズンにはJGPブラオエン・シュベルター杯でISUジュニアグランプリ初優勝を飾り、2度目の出場となったJGPファイナルでは初表彰台の2位となる。2003年カナダ選手権ジュニアクラスで優勝、しかし世界ジュニア選手権では9位に終わった。シーズン終了後にジェシカ・デュベとのペアは解散する。
ペア解散後は男子シングル選手として2004年カナダ選手権に出場したものの、ジュニアクラスで19位に終わった。以後、活動は見られない。

## 主な戦績
- 戦績はジェシカ・デュベとのペア時。

| 大会/年                       | 2001-02 | 2002-03 |
| ----------------------------- | ------- | ------- |
| カナダ選手権                  |         | 1 J     |
| ニース杯                      |         | 1 J     |
| 世界Jr.選手権                 |         | 9       |
| JGPファイナル                 | 6       | 2       |
| JGPブラオエン・シュベルター杯 |         | 1       |
| JGPモントリオール             |         | 3       |
| JGPSBC杯                      | 2       |         |
| JGPハーグ                     | 3       |         |

### 詳細
| 2002-2003 シーズン   |                                                                |    |    |      |
| 開催日               | 大会名                                                         | SP | FP | 結果 |
| 2003年2月24日-3月2日 | 2003年世界ジュニアフィギュアスケート選手権（オストラヴァ）     | 12 | 9  | 9    |
| 2002年12月12日-15日  | 2002ジュニアグランプリファイナル（ハーグ）                     | 4  | 2  | 2    |
| 2002年11月           | ニース杯（ニース）ジュニアクラス                               | 3  | 2  | 2    |
| 2002年10月10日-6日   | ISUジュニアグランプリ ブラオエン・シュベルター杯（ケムニッツ） | 3  | 1  | 1    |
| 2002年9月26日-29日   | ISUジュニアグランプリ モントリオール（モントリオール）         | 3  | 3  | 3    |